# 辛普森角
67°28′S 61°8′E / 67.467°S 61.133°E
辛普森角（英語：Cape Simpson）是南極洲的海岬，位於麥克羅伯特森地，處於烏弗斯島北端，是霍華德灣入口的東面，在1931年2月由探險隊發現，現時由南極條約體系管理。